# ATP Challenger Las Palmas
Das ATP Challenger Las Palmas (offizieller Name: Gran Canaria Challenger) war ein zwischen 2021 und 2022 stattfindendes Tennisturnier in Las Palmas de Gran Canaria, Spanien. Es war Teil der ATP Challenger Tour und wurde im Freien auf Sand ausgetragen.

## Liste der Sieger

### Einzel
| Jahr     | Sieger               | Finalgegner             | Ergebnis   |
| -------- | -------------------- | ----------------------- | ---------- |
| 2022     | Gianluca Mager       | Roberto Carballés Baena | 7:66, 6:2  |
| 2021 (2) | Carlos Gimeno Valero | Kimmer Coppejans        | 6:4, 6:2   |
| 2021 (1) | Enzo Couacaud        | Steven Diez             | 7:65, 7:63 |

### Doppel
| Jahr     | Sieger                           | Finalgegner                                 | Ergebnis         |
| -------- | -------------------------------- | ------------------------------------------- | ---------------- |
| 2022     | Sadio Doumbia Fabien Reboul      | Matteo Arnaldi Luciano Darderi              | 5:7, 6:4, [10:7] |
| 2021 (2) | Enzo Couacaud Manuel Guinard     | Javier Barranco Cosano Eduard Esteve Lobato | 6:1, 6:4         |
| 2021 (1) | Lloyd Glasspool Harri Heliövaara | Kimmer Coppejans Sergio Martos Gornés       | 7:5, 6:1         |